# Cougnaud
Cougnaud est une entreprise familiale de construction modulaire industrialisée créée en 1973 au Poiré-sur-Vie, en Vendée.
C'est la seconde entreprise française du secteur des constructions métalliques et la première de la construction modulaire.

## Histoire
La société familiale Cougnaud est créée en 1973 par Yves Cougnaud. Ce forgeron de La Guilletière est l'héritier d'une entreprise de négoce agricole (remorques, bineuses...) qui emploie 5 personnes,. Il la diversifie dans la fabrication de caravanes de chantier (aussi dénommées « baraques » ou « préfabriqués » ou « bungalows ») et accroit ses ventes grâce à un l'appui d'un « réseau de revendeurs du BTP » et à l'idée de la « construction modulaire, qui permet de multiplier les surfaces utiles par simple juxtaposition d’éléments ». Ce qui lui permet en seulement quelques années de construire une usine de 2 200 m2 qui, en 1977, emploie 40 personnes. En 1980, l'export représente 60 % du chiffre d'affaires (ex : fourniture de base de vie en milieux extrêmes).  
Dans le courant des années 1980, le marché export s'essouffle et l'entreprise se recentre en France dans le secteur de l'industrie (bâtiments et bureaux). En 1987, la société prend le nom de « Yves Cougnaud S.A. ». Elle est la première à introduire « de l'architecture et du design dans les bungalows de chantier ».
En 1991, Cougnaud commence le développement d'une activité de location longue durée,. Cette dernière activité représente 20 % du chiffre d'affaires en 1994-1995 (soit 5 000 modules avec un taux de rotation de « plus de 99 % »),,. Dans les années 1990, l'activité de l'entreprise dans la construction modulaire et leur éventuelle location nécessitent la création de plateformes logistiques et commerciales afin de se rapprocher de ses clients,. En 1998, Cougnaud est le premier constructeur de bâtiments modulaires en France et le numéro deux dans leur location (derrière la société Algeco).
En 2000, Cougnaud fait construire une nouvelle usine qui augmente sa capacité de production de 40 % et porte la surface totale de ses ateliers à 62 000 m2 pour un coût de 60 millions de francs,. Elle emploie désormais 670 personnes.
De 1993 à 2003, du fait de la concurrence, les prix pratiqués dans le secteur de la location sont « divisés par deux ». 
En 2003, 25 % du chiffre d'affaires (vente et location) est réalisé dans le secteur des collectivités et administrations publiques (ex : haltes-garderies, lycées, etc.). En 2004, 76% du chiffre d'affaires est réalisé dans la construction/vente et 24 % dans la location (c'est quasiment l'inverse pour son concurrent Algeco).
Dans les années 2000, la qualité des produits augmente et certains grands clients de Cougnaud, comme Airbus ou le CEA, n'utilisent plus le bâtiment traditionnel pour leurs bureaux, mais uniquement du bâtiment modulaire architecturé.
Au début des années 2010, Cougnaud commence à se diversifier dans le secteur de l'habitat (cités universitaires, logements sociaux et petites maisons individuelles),,,.
En 2016, l'entreprise change de nom pour prendre son nom actuel. La même année, Cougnaud présente son projet de maison à énergie positive.

## Activité
Trois branches composent l'activité de Cougnaud :
- Cougnaud construction, pour la construction d'espaces de vie et de travail, création en 1977
- Cougnaud Services, pour la location de bâtiment à court, moyen ou long terme, création en 1991
- Citeden Cougnaud, pour la construction dédiée à l'habitat collectif, création en 2001

|                       | Ville                | CA M€ | Bilan | Siren       |                                     |
| --------------------- | -------------------- | ----- | ----- | ----------- | ----------------------------------- |
| Cougnaud Construction | Mouilleron le Captif | 166   | 2019  | 310 601 687 | Fabrication de bâtiments modulaires |
| Cougnaud Services     | Mouilleron le Captif | 131   | 2019  | 382 224 418 | Location de bâtiments modulaires    |

En 2019, le Groupe emploie 1 500 salariés, dont un bureau d'études intégré de 100 personnes.
Il dispose de 3 sites industriels basés en Vendée (Mouilleron-le-Captif - 85), soit 80 000 m² d’ateliers, et de 7 agences commerciales (Paris, Lille, Lyon, Marseille, Nantes, Toulouse et Strasbourg).

## Données financières
| Années (fin juin)  | 1991 |  | 1996 |  | 2000 | 2001 |  | 2005 |  | 2007 |  | 2012 |  | 2020 |
| ------------------ | ---- |  | ---- |  | ---- | ---- |  | ---- |  | ---- |  | ---- |  | ---- |
| Chiffre d'affaires | 40   |  | 51   |  | 101  | 123  |  | 161  |  | 203  |  | 264  |  | 306  |
| dont Vente         |      |  |      |  |      | 92   |  | 123  |  | 149  |  | 183  |  |      |
| dont Location      |      |  |      |  |      | 31   |  | 38   |  | 54   |  | 81   |  |      |
| Résultat net       | 3    |  |      |  |      | 12   |  | 14   |  | 14   |  | 13   |  |      |

## Actionnariat
Dans les années 1980, les fils d'Yves Cougnaud rejoignent le Groupe. Le Fondateur leur cède 70 % de sa participation au capital en 1991. Et, en 1999, il leur laisse la direction de l'entreprise,. Les postes de directions sont occupés par Éric, Patrice, Jean-Yves et Christophe Cougnaud. L'actionnariat est 100 % familial. En 2021, la famille prépare l'installation aux commandes de la troisième génération. La fortune professionnelle de la famille est estimée par le magazine Challenges à une centaine de millions d'euros.